# Sankosz
Sankosz – rzeka w Bhutanie i Indiach. Liczy 360 kilometrów, prawy dopływ Brahmaputry.
Wypływa w Himalajach Wysokich niedaleko miejscowości Gasa Dzong w Bhutanie i płynie w kierunku południowym. Następnie łączy się z rzeką Raidak i przyjmuje nazwę Gangadhar. Pod tą nazwą wpada do Brahmaputry, niedaleko miasta Dhubari w indyjskim stanie Asam.